# McDonnell Douglas F-4 Phantom II
F-4 Phantom II (Bóng Ma II) là một loại máy bay tiêm kích-ném bom đa năng tầm xa siêu thanh hai chỗ ngồi hoạt động trong mọi thời tiết được hãng McDonnell Douglas thiết kế chế tạo trước tiên cho Hải quân Hoa Kỳ. Phantom II đã được dùng trong quân đội Hoa Kỳ từ năm 1960 đến năm 1996, và là máy bay tiêm kích ưu thế trên không chủ yếu cũng như là máy bay chiến đấu ném bom chính của Không quân Hoa Kỳ, Hải quân Hoa Kỳ và Thủy quân lục chiến Hoa Kỳ trong Chiến tranh Việt Nam. F-4 cũng được trang bị cho quân đội của nhiều nước khác, và cho đến năm 2001 vẫn còn hơn 1.000 máy bay F-4 đang được sử dụng ở 11 quốc gia trên toàn thế giới.

## Tổng quan

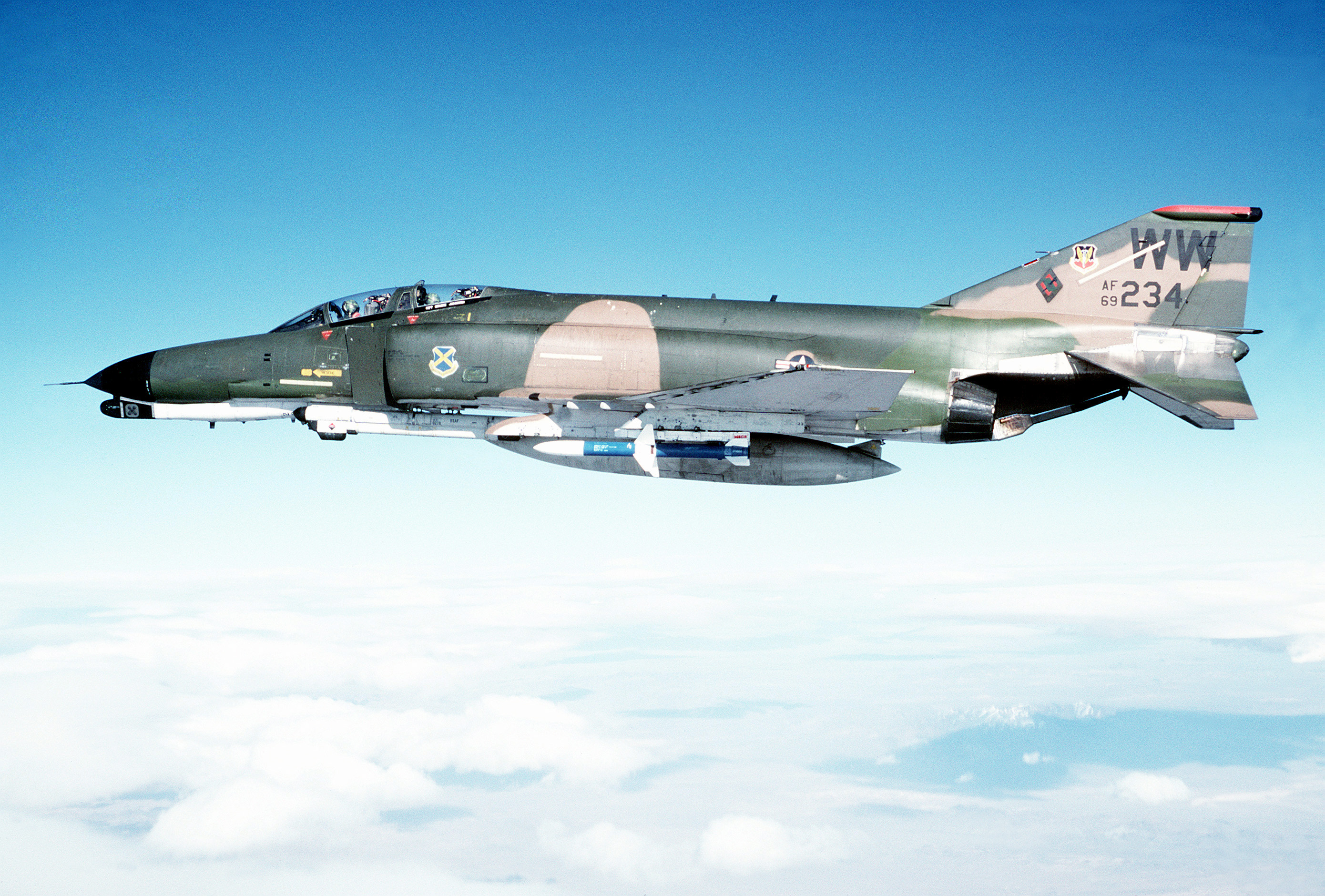
Máy bay F-4G "Wild Weasel" mang một tên lửa AGM-88 HARM dưới cánh

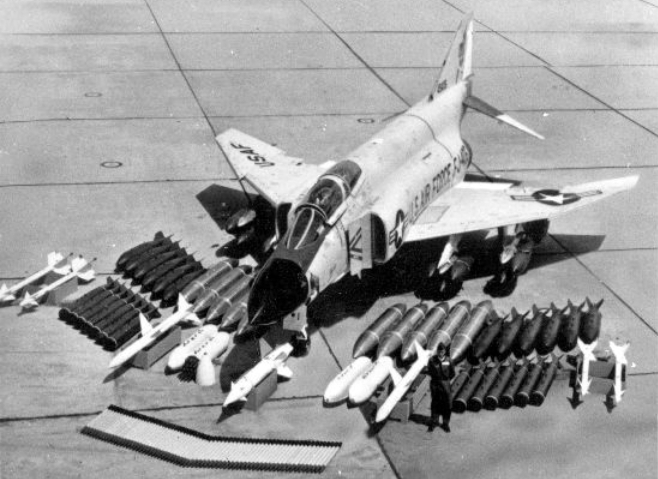
Chiếc F-4C với dàn vũ khí trước khi gắn vào

F-4 Phantom II đầu tiên được thiết kế như là máy bay tiêm kích bảo vệ hạm đội và Hải quân Hoa Kỳ được đưa vào sử dụng năm 1960. Đến năm 1963 nó cũng được Không quân Hoa Kỳ sử dụng làm máy bay tiêm kích-ném bom. Cho đến khi ngưng sản xuất vào năm 1981, 5.195 chiếc F-4 Phantom II đã được sản xuất, và là loại máy bay siêu thanh quân sự Hoa Kỳ được sản xuất nhiều nhất. F-4 cũng giữ kỷ lục là máy bay được sản xuất liên tục lâu nhất trong suốt 24 năm cho đến khi F-15 Eagle ra đời. Sự cải tiến của F-4 bao gồm việc áp dụng radar cải tiến sử dụng xung Đốp-lơ và việc sử dụng rộng rãi hợp kim Titan cho khung máy bay.
Mặc dù có kích thước ấn tượng và trọng lượng cất cánh tối đa lớn (27.000 kg), F-4 vẫn có khả năng đạt đến tốc độ siêu thanh 2,23 Mach và có thể lên cao được 210 mét mỗi giây. Chỉ một thời gian ngắn sau khi giới thiệu, F-4 đã lập 16 kỷ lục thế giới, bao gồm kỷ lục tốc độ bay tuyệt đối 2.585,086 km/h (1.606,342 dặm mỗi giờ), và độ cao kỷ lục 30.040 m (98.557 ft). Mặc dù các kỷ lục được lập trong những năm 1959-1962, nhưng năm trong số các kỷ lục về tốc độ vẫn không bị phá vỡ cho đến năm 1975.
F-4 có thể mang được trên 8.480 kg (18.650 lb) các loại vũ khí ở 9 đế gắn trên thân và cánh, bao gồm: tên lửa không đối không, tên lửa không đối đất, các loại bom có và không điều khiển, bom hạt nhân. Vì chiếc F-8 Crusader (Thập tự quân)
đã được dùng trong cận chiến, chiếc F-4 được thiết kế không trang bị pháo, giống như những chiếc máy bay tiêm kích đánh chặn khác vào thời ấy. Kinh nghiệm không chiến tại Bắc Việt Nam dẫn đến việc sử dụng Phantom II trong cả Hải quân và Không quân Hoa Kỳ như là máy bay tiêm kích ưu thế trên không chủ yếu. Cánh to và động cơ mạnh mẽ tạo cho nó có tính năng cạnh tranh chống lại những chiếc MiG nhỏ hơn, đồng thời sĩ quan hệ thống vũ khí (WSO - weapons systems officer/phi công 2) giúp phát hiện máy bay đối phương trong tầm nhìn hay bằng radar.
Vì phục vụ rộng rãi trong quân đội Hoa Kỳ và các nước đồng minh, F-4 là một biểu tượng của thời kỳ Chiến tranh Lạnh. F-4 tham gia Chiến tranh Việt Nam và xung đột Ả-rập Israel, trong đó ghi được 393 lần bắn rơi máy bay đối phương cũng như hoàn thành vô số phi vụ yểm trợ mặt đất. F-4 cũng là máy bay chiến đấu cuối cùng của Mỹ trong thế kỷ 20 tạo nên "Ách" (phi công bắn rơi được từ 5 máy bay địch trở lên): Trong chiến tranh Việt Nam, Không quân có 1 phi công và 1 sĩ quan hệ thống vũ khí, và Hải quân có 1 phi công và 1 sĩ quan theo dõi radar (RIO: Radar Intercept Officer) đạt danh hiệu "Át". F-4 còn có vai trò trinh sát chiến thuật và chiến đấu khống chế phòng không đối phương (Wild Weasel: Chồn hoang), vốn được sử dụng cho đến Chiến dịch Bão táp Sa mạc vào năm 1991.
F-4 Phantom II cũng là kiểu máy bay được cả hai nhóm Thao diễn máy bay Hoa Kỳ lựa chọn: Nhóm Thunderbirds của Không quân (F-4E) và nhóm Blue Angels của Hải quân (F-4J) đều chọn trang bị Phantom II vào năm 1969, nhóm Thunderbirds bay trong 5 năm và nhóm Blue Angels 6 năm.
Tính năng bay siêu thanh Mach 2 với tầm xa và mang bom nặng của F-4 Phantom II trở thành khuôn mẫu cho thế hệ máy bay chiến đấu tiếp sau ở tầm hạng nặng hay tầm hạng trung/nhẹ tối ưu cho phi vụ ban ngày. Trong Không quân Hoa Kỳ, F-4 được thay thế bởi F-15 Eagle và F-16 Fighting Falcon, và bởi F-14 Tomcat và F/A-18 Hornet trong Hải quân, vốn tiếp tục vai trò kép tiêm kích-tấn công. Chiếc General Dynamics F-111 thay thế Phantom trong vai trò ném bom tầm trung.
Về chi phí, mỗi chiếc F-4E có giá 2,4 triệu USD (thời giá năm 1965, tương đương 18,6 triệu USD thời giá năm 2017). Mỗi chiếc RF-4C có giá 2,3 triệu USD (thời giá năm 1965, tương đương 17,9 triệu USD thời giá năm 2017). Mức giá này khá cao so với máy bay chiến đấu thời bấy giờ. Để so sánh, chiếc F-86 trong thời chiến tranh Triều Tiên (năm 1950) có giá tương đương 2,3 triệu USD thời giá năm 2017. Như vậy, F-4E đắt gấp 8 lần so với người tiền nhiệm của nó.

## Thiết kế và phát triển

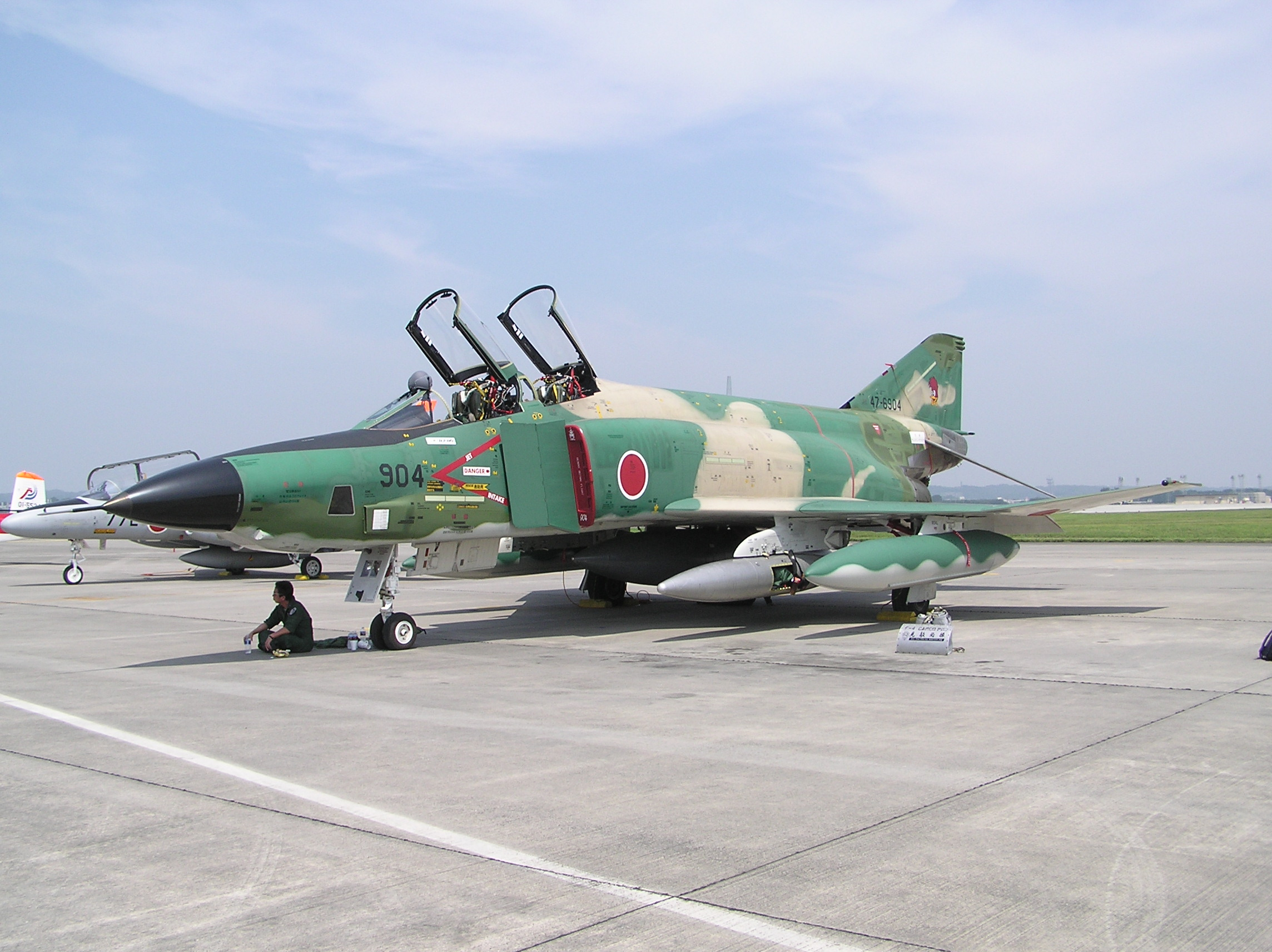
Phiên bản trinh sát RF-4E của Không quân Phòng vệ Nhật Bản.

Nguồn gốc của McDonnell F-4 khởi đầu bởi một yêu cầu của Hải quân từ năm 1953 về một phiên bản nâng cấp cho chiếc máy bay tiêm kích McDonnell F3H Demon hoạt động trên tàu sân bay. Mặc dù chiếc F8U Crusader của Vought được chọn thắng thầu, kiểu Super Demon (tên mà McDonnell đặt cho chiếc tham gia thầu) được phát triển thành loại máy bay tấn công mặt đất dưới tên gọi AH, và đến năm 1955 được phát triển thành loại máy bay tiêm kích chiếm ưu thế trên không hoạt động trong mọi thời tiết được đặt tên là F4H. Chiếc F4H bay lần đầu tiên năm 1958 và được sản xuất từ năm 1959 đến năm 1981. Dave Lewis là tác giả chính của thiết kế sơ thảo ban đầu, và sau này là quản lý chương trình phát triển và tiếp thị chiếc máy bay.

### Super Demon
Năm 1953, McDonnell Aircraft bắt đầu cải tiến chiếc máy bay tiêm kích Hải quân F3H Demon của họ, tìm kiếm những khả năng mở rộng và tính năng bay tốt hơn. Công ty tiến hành nhiều dự án, bao gồm các kiểu F3H-E gắn động cơ Wright J67, F3H-G gắn hai động cơ Wright J65, và F3H-H gắn hai động cơ General Electric J79. Kiểu gắn động cơ J79 hứa hẹn một tốc độ tối đa lên đến 1,97 Mach. Ngày 19 tháng 9 năm 1953, McDonnell đề nghị với Hải quân Hoa Kỳ về một kiểu "Super Demon". Điểm độc đáo là, chiếc máy bay được thiết kế theo cụm - cho phép trang bị một hoặc hai chỗ ngồi cho những nhiệm vụ khác nhau; cũng như những kiểu mũi máy bay khác nhau để gắn radar, máy ảnh, bốn pháo 20 mm, hoặc 56 rocket không điều khiển FFAR bổ sung vào 9 đế gắn vũ khí dưới cánh và dưới thân. Hải quân cảm thấy khá hứng thú nên đặt hàng một mô hình tỉ lệ thật của chiếc F3H-G/H, nhưng cũng cảm thấy những chiếc Grumman XF9F-9 và Vought XF8U-1 sắp có đã đủ thỏa mãn nhu cầu về một chiếc máy bay tiêm kích siêu thanh.
Vì vậy, thiết kế của McDonnell được làm lại thành một máy bay tiêm kích-ném bom hoạt động trong mọi thời tiết với 11 đế gắn vũ khí bên ngoài, và đến ngày 18 tháng 10 năm 1954, công ty nhận được dự định mua hai chiếc nguyên mẫu YAH-1. Đến ngày 26 tháng 5 năm 1955, bốn viên chức Hải quân đã đến văn phòng công ty McDonnell và, trong vòng một giờ, trình bày một bản yêu cầu kỹ thuật hoàn toàn mới. Vì Hải quân đã có chiếc A-4 Skyhawk làm nhiệm vụ tấn công mặt đất, và chiếc F-8 Crusader để đối đầu cận chiến, chương trình giờ đây phải đáp ứng nhu cầu về một chiếc máy bay tiêm kích đánh chặn bảo vệ hạm đội hoạt động trong mọi thời tiết. Việc trang bị radar mạnh mẽ tính năng cao đòi hỏi phải có phi công phụ.

### Đưa vào sản xuất

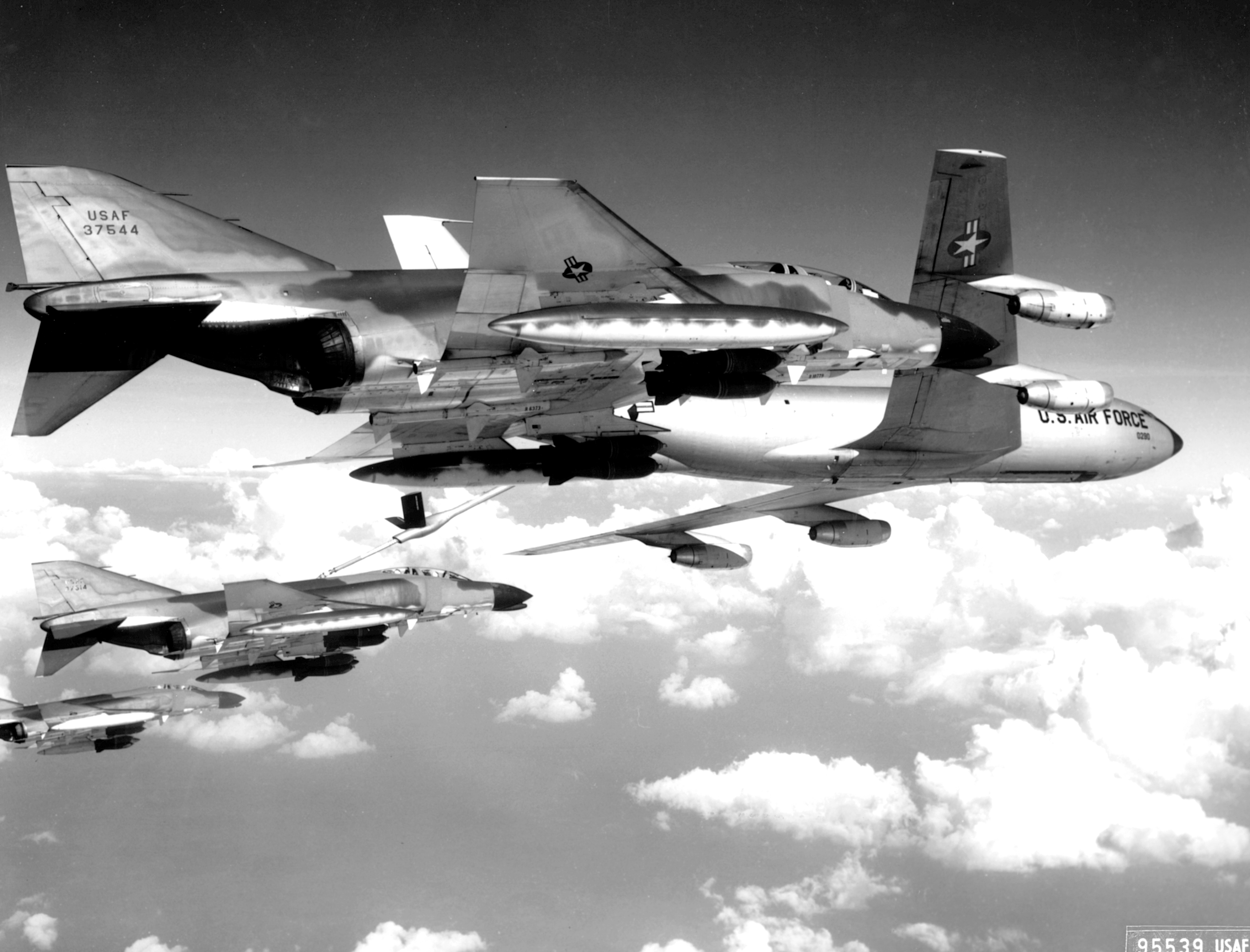
Một phi vụ F-4C Không quân Hoa Kỳ được tiếp nhiên liệu từ máy bay chở dầu KC-135 trước khi tấn công mục tiêu tại Bắc Việt Nam. Những chiếc Phantom chở đầy bom 750 lb, tên lửa Sparrow và các thùng nhiên liệu phụ.

### Hải quân Hoa Kỳ

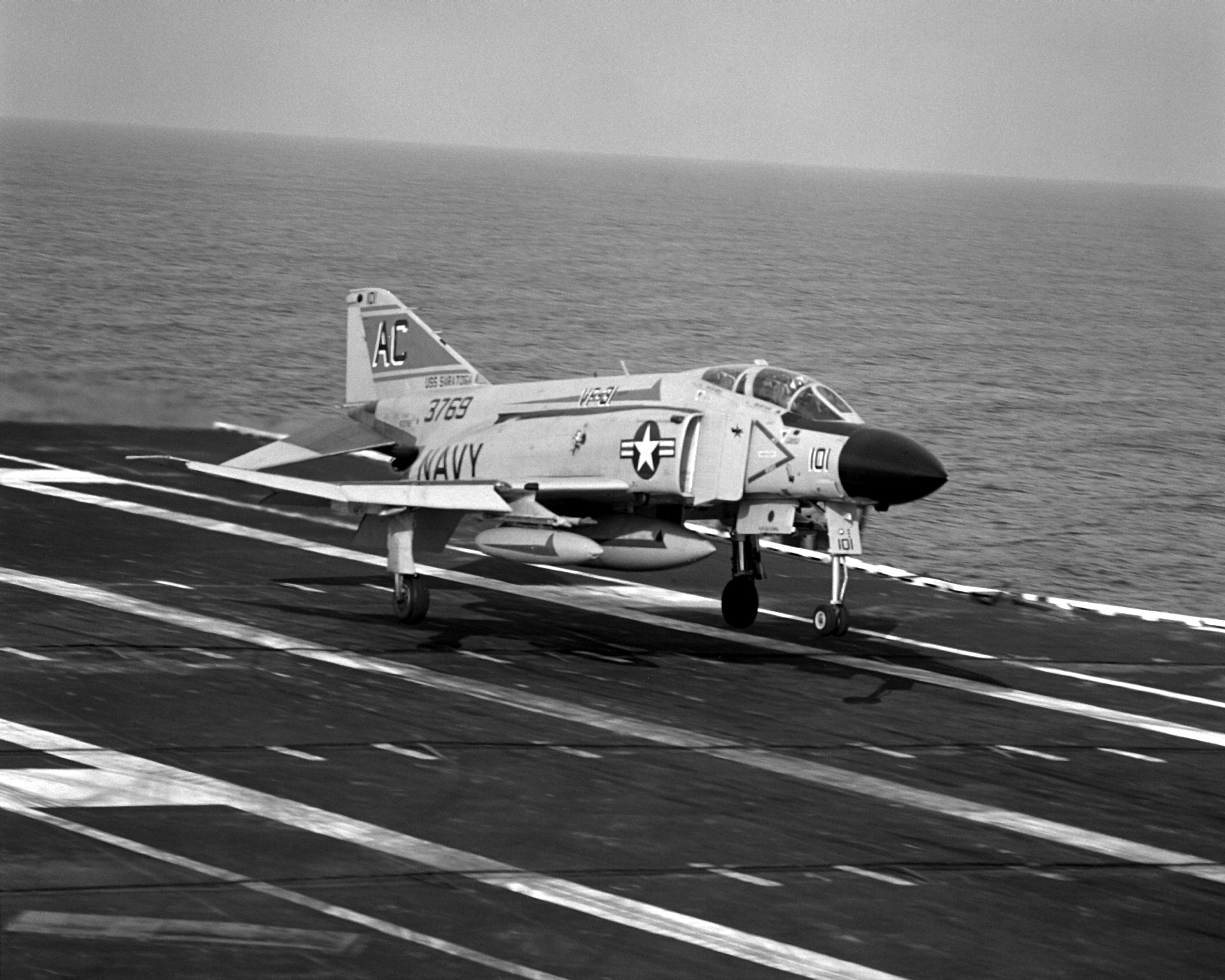
Một chiếc F-4J Phantom Hải quân Hoa Kỳ đang hạ cánh trên tàu sân bay Saratoga

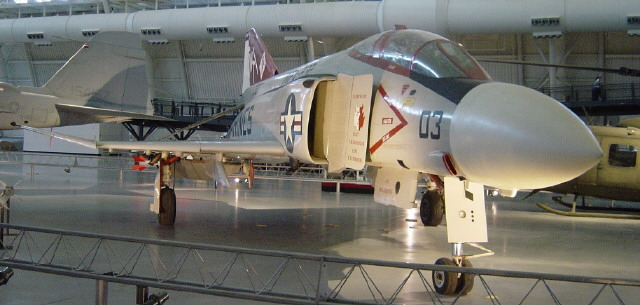
Một chiếc F-4S Phantom Thủy quân Lục chiến Hoa Kỳ

### Không quân Hoa Kỳ

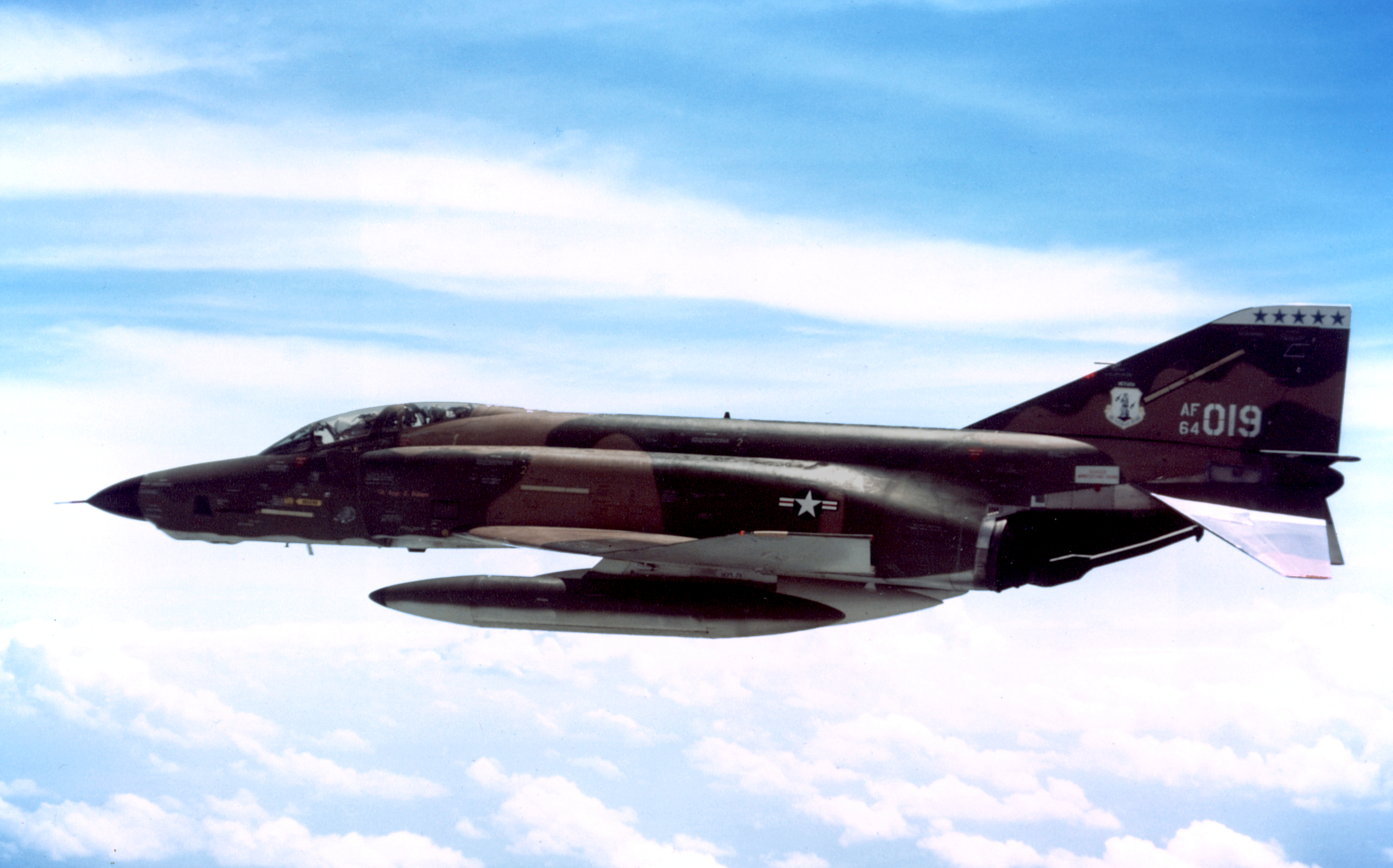
Một chiếc RF-4C Phantom II với các thùng nhiên liệu phụ đang bay tháng 8 năm 1968. Máy bay này thuộc Liên đội 192 Trinh sát Chiến thuật, Không lực Vệ binh Quốc gia Nevada.

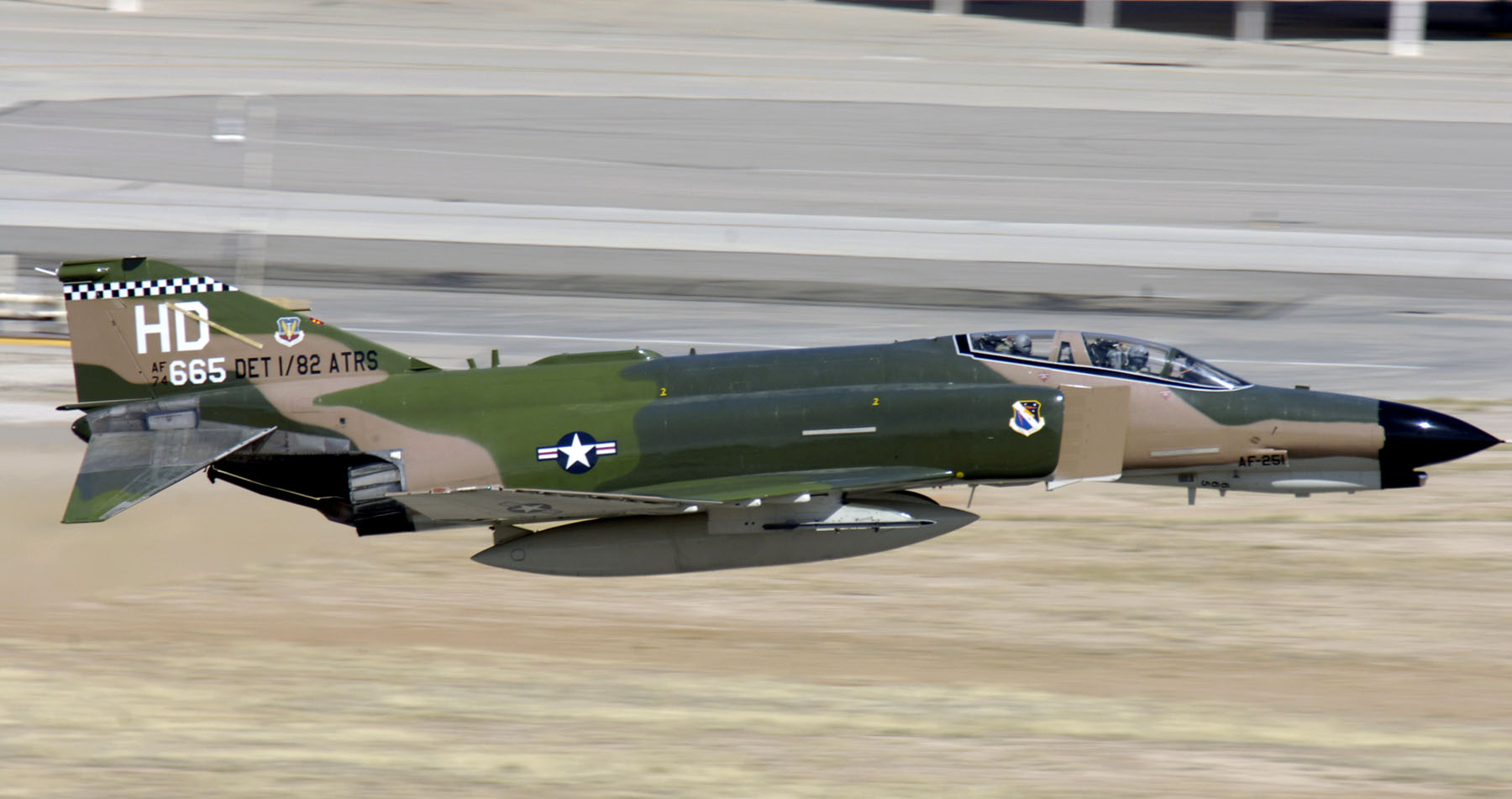
Một chiếc Phantom Không quân Hoa Kỳ cất cánh trong một buổi biểu diễn